# Починок
Почи́нок (рос. починок, від починать — «починати») — населений пункт сільського типу, поширений переважно на території Росії.
Термін починок вперше зустрічається в переписних книгах XV століття, і був поширений до XX століття. На сьогодні — одна із офіційних адміністративно-територіальних одиниць Росії.
Починком називають сільський населений пункт, який утворився шляхом відселення невеликої частини населення основного села чи присілку. Утворення починків стається шляхом заселення нових територій, наприклад, лісових масивів. Від присілка відрізняються тим, що можуть існувати нетривалий час, наприклад вахтові селища при вирубці лісу. Більшість починків після розширення перетворились з часом на селища.